# Romaric (football)
Christian N'dri Koffi, communément appelé Romaric, né le 4 juin 1983 à Abidjan, est un footballeur international ivoirien évoluent actuellement à NorthEast United en Inde. C'est un milieu de terrain polyvalent, pouvant jouer comme milieu défensif ou milieu de terrain central mais également comme défenseur central,. Il prend sa retraite le 1er janvier 2017.

## Carrière en club

### Les premières années
Romaric commence sa carrière dans la célèbre équipe de l'ASEC Mimosas, il signe au KSK Beveren en 2003.
Lors de sa deuxième saison en Belgique, Il marque 13 buts en 32 matchs, et permet à son club d'éviter de justesse la relégation.     

### Le Mans
En mai 2005, Romaric s'engage avec le club français du Mans. À la fin août, il est cependant impliqué dans un grave accident de voiture à Liège, en Belgique, dans lequel il se fracture la clavicule. Il est rapidement remis de ses blessures et peut ainsi commencer à jouer dans le onze de départ de l'équipe. 
En 2006-2007, il marque cinq buts en 35 matchs et Le Mans conserve facilement sa place en Ligue 1 en se classent douzième du championnat. Il fait également état d'une rumeur de transfert au Paris Saint-Germain durant le mercato du mois de janvier pour pallier le départ de Vikash Dhorasoo mais ce transfert n'a finalement pas lieu. Lors de sa dernière saison au Mans, il retrouve son compatriote et ancien coéquipier à Beveren, Gervinho. 

### Aventure espagnole
Le 21 mai 2008 Romaric signe au FC Séville en Espagne, pour une durée de cinq ans et un montant estimé entre 8 et 10 millions €,, il y retrouve un autre de ses compatriotes Arouna Koné. Selon Monchi, il est à l’époque le troisième meilleur milieu de terrain en France. Il marque son premier but en Liga le 7 décembre lors d'une victoire 3-4 contre le Real Madrid , il termine sa première saison en ayant disputé 36 matchs dont 30 en tant que titulaire.
À la suite de l'arrivée d'un autre milieu de terrain ivoirien, Didier Zokora, Romaric voit son temps de jeu considérablement diminuer. Le 9 janvier 2010, il inscrit un but lors d'une défaite 1-2 contre le Racing de Santander.
À la fin du mercato de l'été 2011, il rejoint l'Espanyol de Barcelone pour une saison sous forme de prêt avec option d'achat.   
Après avoir résilié son contrat avec le FC Séville, il signe le 27 juillet 2012 au Real Saragosse.

### Retour en France
Libéré par Saragosse, il s'engage au SC Bastia pour une saison plus une en option. Prolongé au terme d'une première saison convaincante (32 titularisations, 4 buts, 2 passes décisives), il apprend à l'été 2015, après une année plus difficile, que son nouveau contrat n'a finalement pas été homologué et qu'il est désormais libre. Il rebondit alors dans le championnat chypriote, à l'Omonia Nicosie.

## Carrière internationale

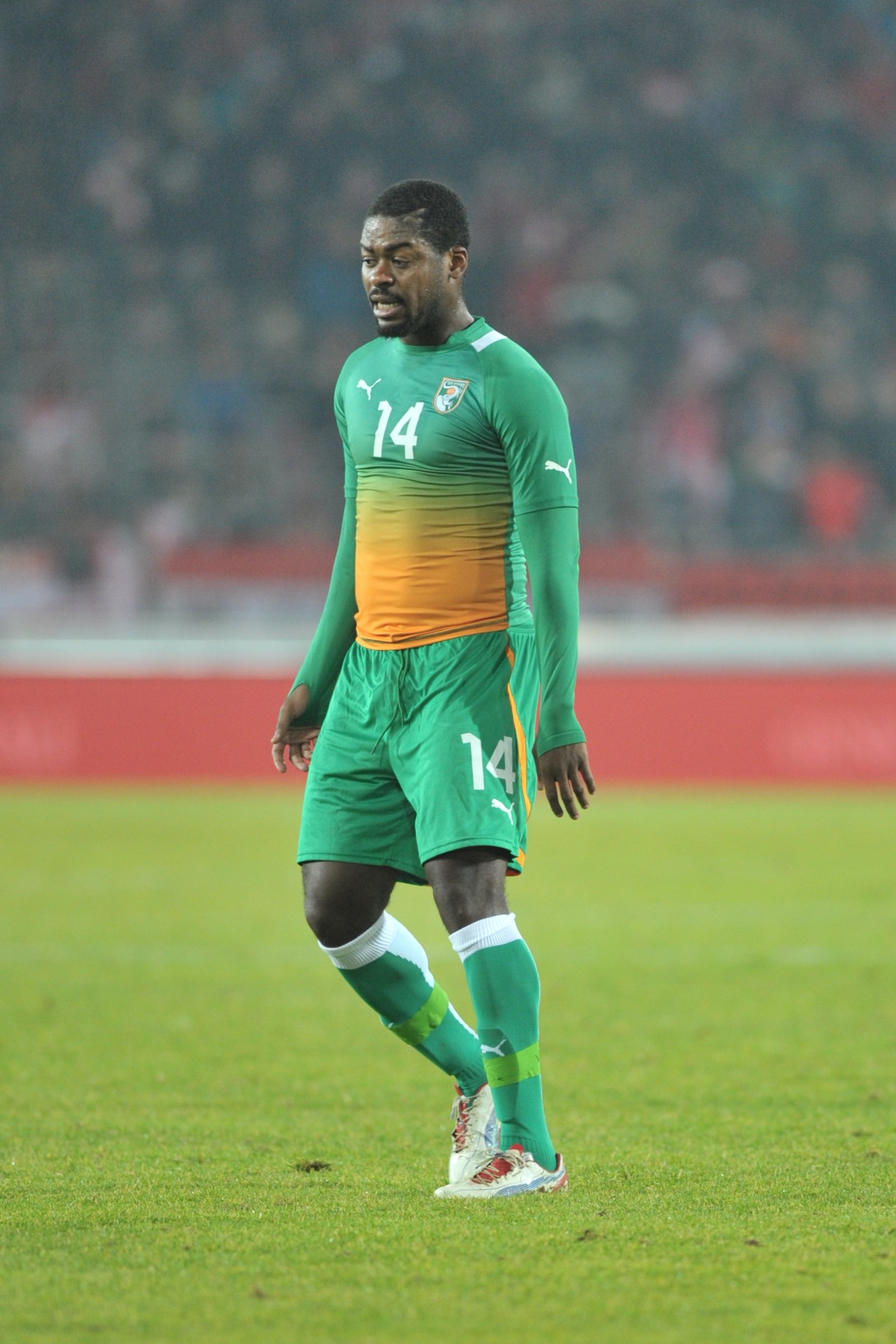
Romaric joue pour la Côte d'Ivoire en 2012

Romaric fait ses débuts en sélection nationale le 17 août 2005, lors d'une défaite 0-3 en amical contre la France à Montpellier. Il est sélectionné l'année suivante pour la coupe du monde 2006, où il dispute le match de phase de poule contre les Pays-Bas perdu 1-2. 
Il joue pour les éléphants lors de la coupe d'Afrique des nations 2006, terminant le tournoi en deuxième position après avoir perdu la finale face à l'Égypte, pays hôte de la compétition. Il marque son premier but international le 29 mars 2009, lors d'une victoire 5-0 contre le Malawi dans un match comptant pour les éliminatoires de la Coupe du monde 2010.
Il est sélectionné pour coupe du monde 2010 en Afrique du Sud, où il dispute tous les matchs de la phase de groupes, et marque contre la Corée du Nord au Mbombela Stadium.
Il ne fait pas partie du groupe sélectionné pour la coupe d'Afrique des nations 2012, dont la Côte d'Ivoire a terminé vice-champion. Il est cependant sélectionné pour disputer la coupe d'Afrique des nations 2013 et est titulaire dans les matches de groupe contre la Tunisie et Algérie, ainsi que lors de la défaite de son équipe en quart de finale contre le Nigeria à Rustenburg.

## Carrière d'entraîneur
En Novembre 2017, N'dri Koffi Romaric est nommé entraîneur adjoint au sein de l'ASEC Mimosas. Il est chargé de l'équipe réserve du club jusqu'au démantelement de cette équipe en 2020.
Il prend ensuite en charge le club de troisième division ivoirienne Zoman FC en tant qu'entraîneur. Il réussit la promotion du club en deuxième divisision au terme de la saison 2021 .
En Mars 2022 il est nommé entraîneur de l'AFAD Djékannou

## Palmarès

### Club
FC Séville
- Vainqueur de la Copa del Rey en 2010
- Finaliste de la Supercopa de España en 2010

### International
- Finaliste de la Coupe d'Afrique des nations en 2006